# Жуляни
Жуля́ни (Жиля́ни, Желя́ни, Жела́нь) — історична місцевість, територія приватної забудови на південно-західній околиці Києва між Теремками і Борщагівкою, адміністративно входить до Солом'янського району Києва.

## Опис
Згадується з XI століття як місцевість із річкою Желянь (д.-рус. Желѧнь; Желаня, Жилян, Жалина). Існує декілька версій походження назви:
- від язичницького капища давньослов'янської богині скорботи Желі (Жалі);
- від струмка як місця спочинку, коли він ставав особливо бажаним («желанньїм») для перехожого;
- від обжитого (житлового) характеру цього передмістя Києва.
- Є досить ґрунтовна тюркська версія топоніма, «Жол йани» — окраїна дороги

23 липня 1093 року на березі Желяні відбулася битва між військом київського князя Святополка Ізяславича і половцями, яка закінчилася поразкою русинів.
З кінця XVII століття (1690 рік) згадується вже як село Желяни (Жиляни), що було на той час власністю Софійського монастиря. У 1862 році на місці згорілої у с. Жуляни було зведено церкву Св. Димитрія Солунського.
Лаврентій Похилевич у книзі «Сказання про населені місцевості Київської губернії» (1864 рік) пише:
«ЖЕЛЯНИ село в 3-х верстах від Братської Борщагівки і в 7-ми від Києва на захід… Село розташоване біля витоків струмка, який у давнину іменувався Желанню, а нині Борщагівкою. Нині цей струмок у селі Желянах настільки слабкий, що має воду тільки навесні після танення снігів і після тривалих дощів. Мешканці обох статей: православних 727, євреїв 6.
 У стародавніх літописах багато разів згадано про це поселення. Так говориться, що „у літо 1126 Ольгович з половцями перейшли Дніпро 29 грудня і почали воювати від Трипілля біля Красної і Василькова і до Білгорода; звідти аж до Києва, і по Желані до Вишгорода і до Дерев і через Либідь стрілялися. Під 1136 роком йшлося, що Святополк на шляху до міста Торчеська, обложеного половцями, увійшов на Желаню. Але тут сам був наздогнаний 23 липня половцями і розбитий ними“. Ще пізніше, коли кияни, роздратовані на Ігоря Ольговича за жорстокість його правління, просили Ізяслава Мстиславича Переяславського про прийняття престолу великокнязівського, то останній цей, послухавши їх прохання, перейшов біля Заруддя (нині Рудяків) Дніпро і став на Желані. Звідси вже пішов до Києва. Від цієї віддаленої давнини в нинішньому поселенні Желянах не залишилося нічого, крім кількох могил навколо нього, що без сумніву ховають кістки тих, хто бився тут за Київ. Навіть місця Желані деякі нові дослідники шукають в інших урочищах, ближче до міста Києва та Вишгорода. До цієї віддаленої доби потрібно віднести випадкову знахідку, зроблену 1840 року. На городі селянина, в глиняному горщику, знайдено 20 стародавніх шматків чистого срібла (випали), які нумізматами визнані за гроші доби святого Володимира.
У кожному з них було замалим не фунт ваги. Оскільки ці стародавні монети були пожертвувані [селянином], який їх знайшов, у парафіяльну церкву і за розпорядженням консисторії виставлені на продаж, то один примірник куплений мною за 14 нинішніх срібних рублів і подарований у бібліотеку Київської Семінарії. У минулому столітті Желяни зараховувалися до митрополичих маєтків.
Желянська парафія складається із жителів села Желяни і сіл: Михайлівської Борщагівки, віддаленої від церкви на 1 версту, Совок в 2-х і Теремки в 3-х верстах; перша Желянська церква в ім'я великомученика Димитрія, про яку маємо достеменні відомості і яка була побудована 1715 чернецтвом митрополичого дому і по старості й тісноті розібрана в 1847 році. На місце її в тому ж році в рахунок відпущених з казни 4126 руб. побудована була нова, яка 21 червня 1859 року в 7:00 вечора спалена блискавкою з усім майном і дзвіницею. Примітно, що ще в попереднє літо блискавка вдарила було в цю ж церкву, але не зробивши пожежі, тільки очорнила всі металеві речі в церкві і позолоту на іконостасі. Люди також говорять, що до побудови церкви на цьому місці блискавка спалила хату.
Нині парафіяни збудували вже нову дерев'яну ж церкву на тому самому місці, де вона стояла з 1715 року. За штатами Желянська парафія зарахована до 5-го класу. Землі причту належить 44 десятини».
У різні часи входило до складу Київської сотні Київського полку (1690—1781), Київського повіту Київського намісництва (1782—1796), Білогородської волості Київського повіту Київської губернії (1797 — бл. 1908), Микільсько-Борщагівської волості Київського повіту Київської губернії (бл. 1908—1923), Будаївського району Київської округи (1923—1930), Приміської смуги м. Києва (1930—1937), Києво-Святошинського району Київської області (1937—1988).
За даними 1907 року, у селі існувало три вітряки.
Село постраждало від Голодомору 1932—1933 років. З 2540 мешканців села загинуло від голоду 330 мешканців — 13 % населення. З полів Другої світової війни не повернулося ще 200 жулянців.
До присвоєння вулицям у середині XX ст. назв село поділялося на багато кутків: Командирівщина (центральна частина села), Козлівщина (район вулиці Отця Анатолія Жураковського), Забара (заключна частина нинішньої вулиці Шевченка), Марченків (нинішня вулиця Гуцульська), Могилів (частина села, що знаходиться за Кільцевою дорогою), П'ятихатки, Лушпіївщина (південна околиця села), Білий Хутір, Греківщина, Латунівщина (північно-східна частина села, забудована переважно у XX столітті), Хутір (вулиця Лугова) (усі дані — за атласом Києва 2000-х років видання).
Указом Президії Верховної Ради УРСР від 26 серпня 1988 року Жуляни включено до меж Києва.
Місцевість Жуляни дала назву вулицям Жулянській, Жилянській, Набережно-Жилянській, Новожилянській (нині вулиця Лілії Лобанової), а також київському міському аеропорту «Жуляни», нині  — Міжнародний аеропорт «Київ» ім. Ігоря Сікорського.

## Світлини

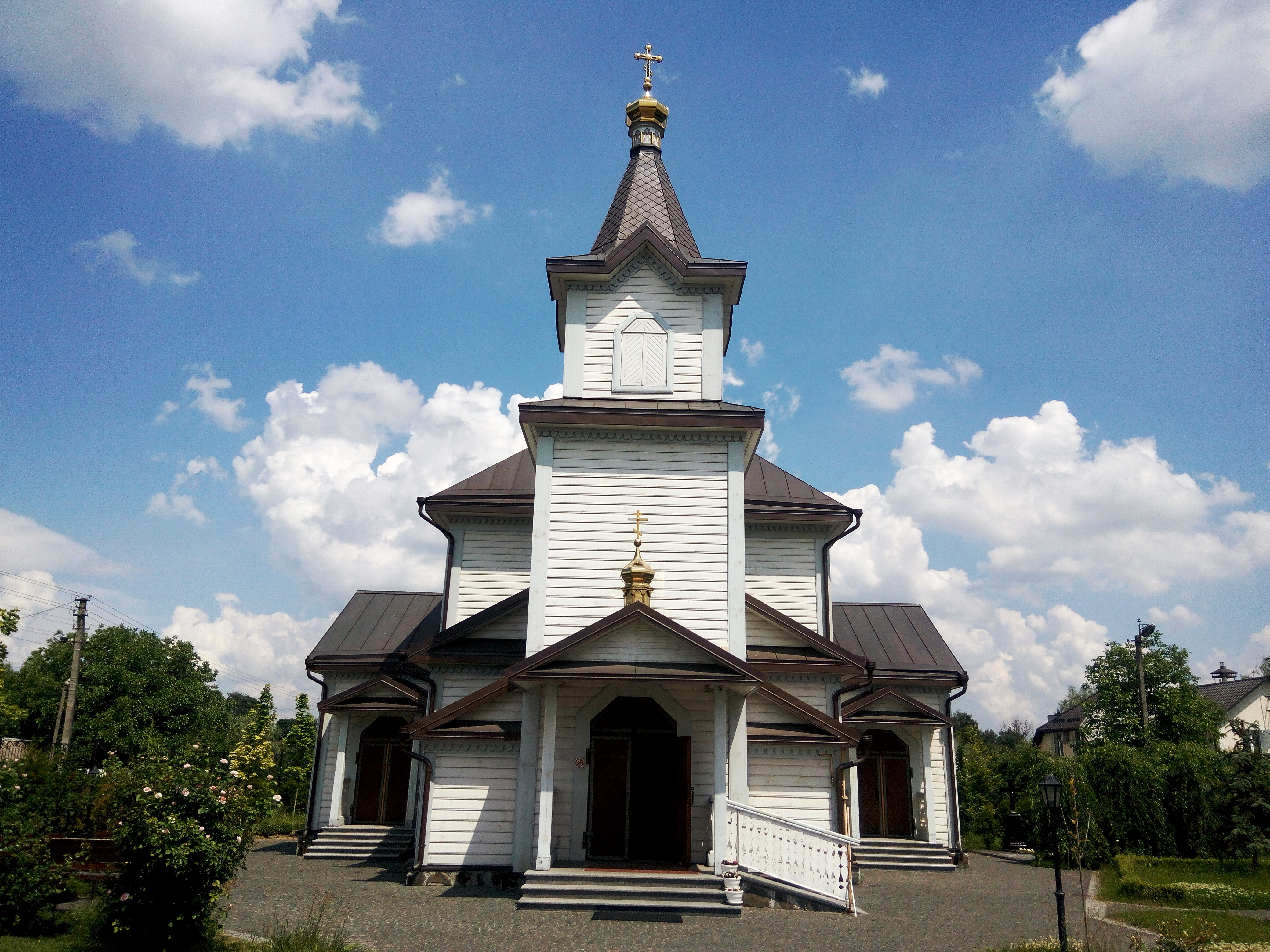
Головний вхід в храм Великомученика Димитрія Солунського
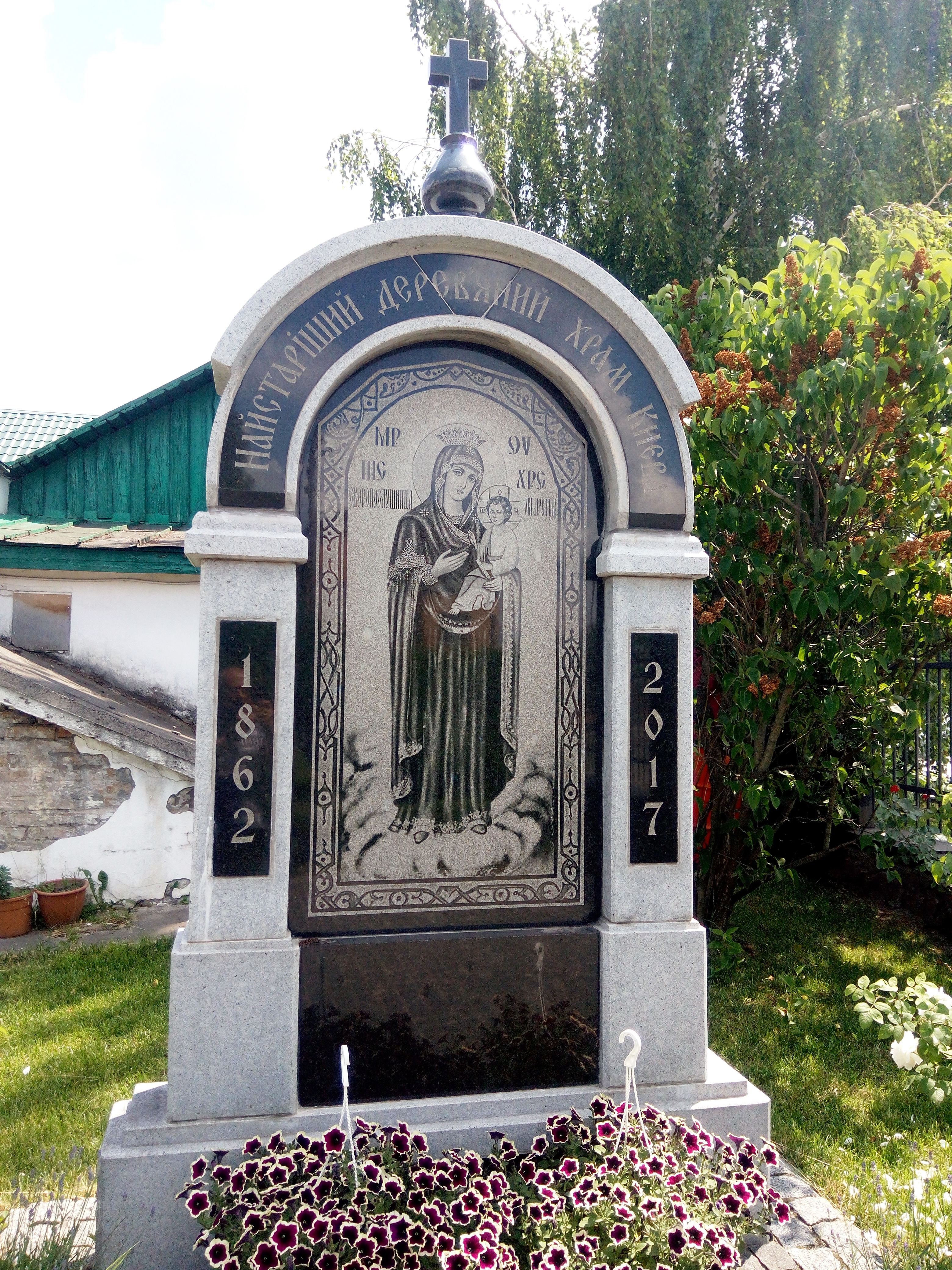
Меморіальна дошка "Найстаріший дерев'яний храм Києва"